# 1697 Коскенніемі
1697 Коскенніемі (1697 Koskenniemi) — астероїд головного поясу, відкритий 8 вересня 1940 року.
Тіссеранів параметр щодо Юпітера — 3,527.
Названо на честь Антеро Коскенніемі (Antero Koskenniemi), (1885-1962), відомого фінського поета, члена Академії Фінляндії (Suomen Akatemia), професора літератури в університеті Турку.